# Карлос Хара Сагієр
Карлос Хара Сагієр (ісп. Carlos Jara Saguier, нар. 1 листопада 1950) — парагвайський футболіст, що грав на позиції півзахисника. По завершенні ігрової кар'єри — тренер.

## Ігрова кар'єра
У дорослому футболі дебютував 1968 року виступами за команду «Серро Портеньйо», в якій провів вісім сезонів, і став з командою чотириразовим чемпіоном Парагваю.
Своєю грою за цю команду привернув увагу представників тренерського штабу мексиканського клубу «Крус Асуль», до складу якого приєднався 1975 року. Відіграв за команду з Мехіко наступні вісім сезонів своєї ігрової кар'єри і двічі поспіль вигравав чемпіонат Мексики в сезонах 1978/79 та 1979/80.
1983 року Карлос повернувся до Парагваю і грав у складі команд «Лібертад», «Серро Портеньйо» та «Хенераль Кабальєро», а завершив ігрову кар'єру у команді «Спортіво Трініденсе», за яку виступав протягом 1987 року.

## Виступи за збірну
У 1970—1981 роках виступав за національну збірну Парагваю, за яку провів 24 міжнародних матчі, забивши два голи.

## Кар'єра тренера
По завершенні ігрової кар'єри залишився у «Спортіво Трініденсе», ставши його головним тренером. В подальшому очолював низку невеликих парагвайських та мексиканських клубів.
Найбільших результатів Сагієр як тренер досяг працюючи зі збірними Парагваю. Так з олімпійською командою у 2004 році він здобув срібні медалі на футбольному турнірі Олімпійських ігор в Афінах. Це були перші і наразі єдині олімпійські медалі з футболу в історії збірної. У тому ж році він з національною збірною взяв участь у розіграші Кубка Америки у Перу. На турнірі парагвайці сенсаційно обіграли Бразилію (2:1) і з першого місця вийшли в чвертьфінал, але там поступились Уругваю (1:3). А згодом зі збірною Парагваю U-17 Сагієр посів 4 місце на домашньому Юнацькому кубку Америки, завдяки чому вперше за 14 років вивів команду на юнацький чемпіонат світу. Там парагвайці посіли 3 місце у групі і не вийшли в плей-оф.

## Титули і досягнення
Гравець
- Чемпіон Парагваю (3):

«Серро Портеньйо»: 1972, 1973, 1974
- Чемпіон Мексики (2):

«Крус Асуль»: 1978/79, 1979/80
Тренер
- Срібний олімпійський призер: 2004

## Особисте життя
Карлос — один із семи братів Хара Сагієр, які стали футболістами.